# De Veenmolen
De Veenmolen is een korenmolen in Wilnis in de Nederlandse provincie Utrecht.
De molen werd in 1822 naar de huidige plek verhuisd en bleef tot 1947 op windkracht in bedrijf, toen een elektromotor de functie overnam. De eigenaar zette zijn bedrijf elders voort in een elektrische maalderij. De gemeente Wilnis kocht de molen, die in 1965 als stilstaand monument gerestaureerd werd. De Stichting de Utrechtse Molens kocht de molen aan in 1971 en in de twee daaropvolgende jaren werd de molen maalvaardig gerestaureerd. Sindsdien malen molenaars wekelijks op vrijwillige basis graan in de molen. De roeden zijn bijna 24 meter lang en voorzien van het Oudhollands wieksysteem met zeilen. De molen bezit één koppel maalstenen. Op zaterdag is de molen open voor publiek.